# Peter Szaif

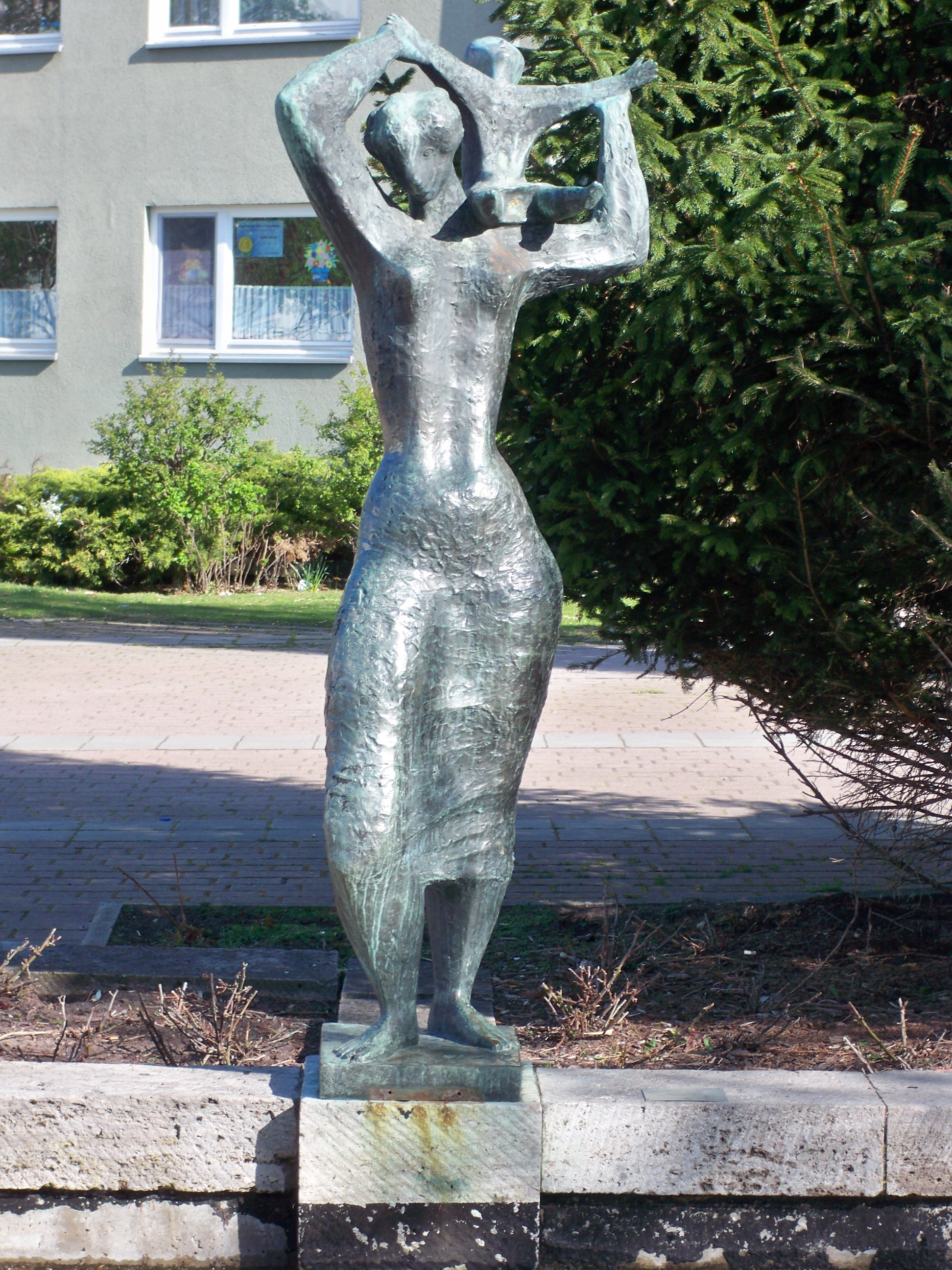
Mutter und Kind in Wolfsburg

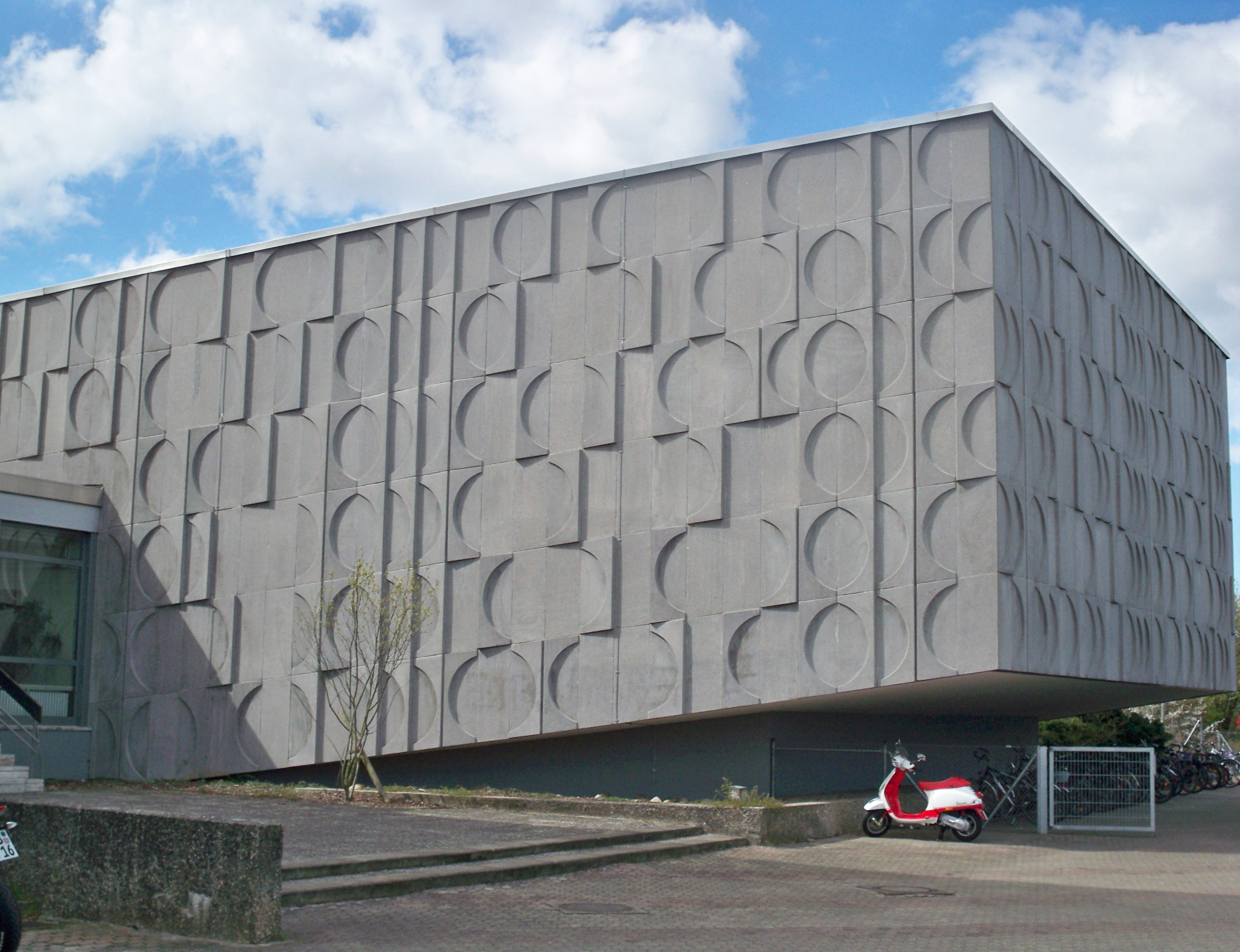
Außenwand der Aula des Theodor-Heuss-Gymnasiums Wolfsburg

Peter Szaif [saɪ̯f] (* 9. August 1923 in Timișoara, Königreich Rumänien; † 29. August 1970 in Wolfsburg) war ein deutscher Bildhauer. Er schuf in Niedersachsen zahlreiche Objekte im öffentlichen Raum, vor allem Brunnen. 

## Leben
Szaif wuchs im rumänischen Timișoara auf. Von 1938 bis etwa 1942 studierte er Bildhauerei an der Kunstakademie Timișoara bei Professor Romulus Ladea. 1939 erhielt er ein Stipendium für ein Kunststudium in Wien, das er jedoch wegen des Ausbruchs des Zweiten Weltkriegs nicht wahrnehmen konnte.
Ab 1947 lebte Szaif kurze Zeit in Frankreich und zog im Folgejahr nach Bad Pyrmont. Szaif lernte dort die aus Estland stammende Malerin Olga Pawlowa kennen, die er heiratete. 1952 gehörte er zu den Mitbegründern der Künstlergruppe arche im Raum Hameln/Bad Pyrmont. 1958 zog Szaif mit seiner Frau Olga Szaif-Pawlowa nach Wolfsburg. Dort waren sie Mitbegründer der Künstlergruppe Schloßstraße 8 – die Adresse bezieht sich auf das Schloss Wolfsburg und die dort vorhandenen Ateliers. Von 1959 bis 1961 besuchte Szaif die Bildhauerklasse von Professor Alexander Gonda an der Hochschule für Bildende Künste in Berlin. Szaif schuf zahlreiche Brunnen und Plastiken, die bis heute prägende künstlerische Elemente der städtebaulichen Gestaltung sind. Zu seinen Werken gehört die Gestaltung der Außenwand der Aula des Theodor-Heuss-Gymnasiums in Wolfsburg, die unter Denkmalschutz steht. 
Olga Szaif-Pawlowa starb 2001 in Bonn. Der gemeinsame Sohn Jan Szaif ist seit 2006 Professor für Philosophie an der University of California, Davis in den USA.

## Werke (Auswahl)
- Bad Pyrmont: Nixenbrunnen (Brunnen)
- Hameln: Das sitzende Mädchen (Brunnen, 1956)
- Wolfsburg-Stadtmitte: Mädchen mit Zöpfen (Plastik, 1957, Goethepark)
- Wolfsburg-Wohltberg: Mutter und Kind (Brunnen mit Plastik, 1958, Brandenburger Platz)
- Wolfsburg-Eichelkamp: Dunantbrunnen (Brunnen, 1963, Dunantplatz)
- Wolfsburg-Hohenstein: Wandgestaltung der Aula des Theodor-Heuss-Gymnasiums (1966, Martin-Luther-Straße)
- Wolfsburg-Detmerode: Brunnen (1969, Einkaufszentrum)
- Wolfsburg-Laagberg: Brunnen (Einkaufszentrum Schlesierweg)
- Wolfsburg-Detmerode: Brunnen (John-F.-Kennedy-Allee)
- Wolfsburg-Teichbreite: Spielplatz mit eigens gefertigten Spielgeräten (Leonardo-da-Vinci-Grundschule)
- Wolfsburg-Teichbreite: Klinkerwand (Leonardo-da-Vinci-Grundschule)
- Wolfsburg-Tiergartenbreite: Brunnen (Hansaplatz)